# Marcelo Sosa
Marcelo Fabián Sosa (Montevideo, 6 febbraio 1978) è un ex calciatore uruguaiano, di ruolo centrocampista.

## Carriera

### Club
È tornato in Uruguay dopo alcune esperienze in Europa e Argentina, nel River Plate. Sosa ha iniziato la sua carriera nel Danubio. Nel gennaio del 2004 si è trasferito allo Spartak Mosca, con un contratto di quattro anni. Sei mesi dopo si è trasferito all'Atlético Madrid a parametro zero, con un contratto di tre anni. Non è riuscito a guadagnarsi un posto da titolare, così passa in prestito all'Osasuna e al River Plate. Nel 2007 gli è stato permesso di trasferirsi al Nacional nonostante avesse ancora sei mesi di contratto con l'Atlético. Ha due presenze all'attivo in Coppa UEFA, entrambe con l'Osasuna.

### Nazionale
In nazionale ha partecipato alla Copa América 2004.

## Palmarès

### Club

#### Competizioni nazionali
- Liguilla Pre-Libertadores de América: 1

Nacional: 2007-2008

### Individuale
- Equipo Ideal de América: 1

2003